# Wilson Ndolo Ayah
Wilson Ndolo Ayah (* 29. April 1932 in Kisumu, Provinz Nyanza, Kenia; † 16. März 2016 in Nairobi) war ein kenianischer Politiker und Wirtschaftsmanager, der unter anderem zwischen 1990 und 1993 Außenminister war.

## Leben

### Abgeordneter der Nationalversammlung
Ayah absolvierte nach dem Besuch der Maseru School ein Studium der Agrarsoziologie an der Makerere-Universität in Kampala sowie an der University of Wisconsin–Madison und schloss dieses mit einem Master of Science (M.Sc.) ab.
Bei den Wahlen von Dezember 1969 wurde er als Kandidat der Kenya African National Union (KANU) erstmals zum Mitglied der Nationalversammlung gewählt und vertrat in dieser bis zu seiner Niederlage bei den Wahlen 1974 den Wahlkreis Kisumu Rural.
Danach wurde er Mitglied des Direktoriums der Nationalen Baugesellschaft (National Construction Corporation). Im Anschluss war er von Dezember 1976 bis November 1979 Vorsitzender der Catering Levy Trustees, eines dem Ministerium für Tourismus und Natur unterstehenden Treuhänder-Gremiums zur Verwaltung von Abgaben aus der Gastronomie. Am 5. April 1978 wurde er außerdem Mitglied des Arbeitsberatungsgremiums (Labour Advisory Council).

### Minister in den Regierungen von Präsident arap Moi
Bei den Wahlen 1983 wurde er im Wahlkreis Kisumu Town wieder zum Mitglied der Nationalversammlung gewählt, tauschte aber bei den Wahlen 1988 mit dem damaligen Außenminister Robert Ouko den Wahlkreis und wurde dann wieder im Wahlkreis Kisumu Rural zum Abgeordneten gewählt. Bei den Wahlen 1992 verlor er seinen Wahlkreis an Peter Anyang’ Nyong’o, blieb jedoch bis 1997 ernanntes Mitglied der Nationalversammlung.
Am 18. August 1987 wurde er von Präsident Daniel arap Moi erstmals in die Regierung berufen und übernahm dort das Amt des Ministers für Wissenschaft, Forschung und Technologie.
Anschließend wurde er 1990 im Rahmen einer Kabinettsumbildung Nachfolger von Robert Ouko als Außenminister und Minister für internationale Zusammenarbeit und bekleidete dieses Ministeramt bis zu seiner Ablösung durch Kalonzo Musyoka 1993.
Als Außenminister berief er im November 1991 mehrere westliche Botschafter in Kenia in das Außenministerium ein. Dem US-amerikanischen Botschafter Smith Hempstone warf er den Versuch vor, die Regierung arap Moi zu stürzen, Dissidenten zur Rechtsverletzung zu ermuntern und die Opposition zu managen. Er bezeichnete Hempstone als Rassisten und bedauerte, dass US-Präsident George H. W. Bush einen Diplomaten vom Kaliber Hempstones zum Botschafter in Nairobi ernannt hätte.
Danach war er Minister für Transport und Kommunikation und fungierte auch zeitweise als Schatzmeister der KANU.
Nach seinem Ausscheiden aus der Nationalversammlung wurde Ayah 1997 erster Vorstandsvorsitzender des neugegründeten Telekommunikationsunternehmens Safaricom und baute dieses in der Folgezeit zur größten Telefongesellschaft Ostafrikas aus.
Im Jahr 2001 kam es zu einem Verfahren vor dem Appellationsgericht von Kenia, bei dem es um die Rückzahlung eines Kredits von Ayah an die National Bank of Kenya sowie die Frage der rechtmäßigen Bevollmächtigung eines Rechtsanwalts ging.